# Notopteris macdonaldi
Notopteris macdonaldi é uma espécie de morcego da família Pteropodidae. Pode ser encontrada em Fiji e Vanuatu.